# 10186 Albéniz
10186 Albéniz eller 1996 HD24 är en asteroid i huvudbältet som upptäcktes den 20 april 1996 av den belgiske astronomen Eric W. Elst vid La Silla-observatoriet. Den är uppkallad efter Isaac Albéniz.
Asteroiden har en diameter på ungefär 4 kilometer.